# 国家党
国家党可能指：
- 澳大利亞國家黨，是澳洲的主要政黨之一，成立於1920年。
- 新西兰国家党，是紐西蘭是一個中間偏右的保守主義政黨，創立於1936年。
- 马来亚国家党，是1953年組成以馬來人為主的政黨。
- 英國國家黨，是一個英國極右派政黨，成立於1982年。
- 德国国家党，是一个德国民粹主义政党，成立于1993年。
- 大国家党，大韓民國已解散的保守主義右翼政黨，2012年更名為新世界黨，2017年更名為自由韓國黨。